# Liaquat Ahamed
Liaquat Ahamed, né en 1952, est un auteur et historien américain d'origine indienne. Il remporte le prix Pulitzer d'histoire en 2010 avec son ouvrage Lords of Finance: The Bankers Who Broke the World (en).

## Biographie
Liaquat Ahamed travaille à la Banque mondiale à Washington, où il dirige la section investissements. il travaille aussi à New-York, dans une filiale de BNP Paribas, Fischer, Francis Trees and Watts, où il est à la tête des investissements, puis, de 2001 à 2004, en tant que directeur général. À partir d'octobre 2007, il dirige Aspen Insurance Holdings. Il conseille aussi plusieurs fonds d'investissement en gestion alternative, comme le Rock Creek Group, et le Rohatyn Group. Il est membre du Conseil d'administration de la Brookings Institution et est aussi lié à la New America Foundation (en),.
Ahamed naît au Kenya, où son grand-père avait émigré depuis le Gujarat en passant par Zanzibar à la fin du XIXe siècle. Il fait sa scolarité à la Rugby School en Angleterre, puis au Trinity College, à Cambridge, et enfin à l'Université Harvard. Il est à la tête d'une société de production, Red Wine Pictures, et produit en 2006 La Situation, qui a pour contexte la guerre d'Irak.
Ahamed est issue de la communauté Nizârite, mais se décrit comme musulman non-pratiquant. Son beau-fils est l'acteur Jonathan Tucker.

## Lords of Finance: The Bankers Who Broke the World
Ahamed est l'auteur des Lords of Finance: The Bankers Who Broke the World publié en 2009 chez Penguin Books. Le livre reçoit en 2010 Prix Pulitzer d'histoire. Il reçoit la même année Spear's Book Award, qui récompense les ouvrages d'histoire de la finance. En 2009, il reçoit la médaille d'or Arthur Ross et le Financial Times and Goldman Sachs Business Book of the Year Award. L'ouvrage est aussi acclamé par la presse (The New York Times, Time magazine).
Le livre raconte les événements qui ont précédé le Krach de 1929, et les réponses inappropriées des grandes banques centrales. Il suit les vies et les actions des chefs de ces banques : Benjamin Strong de la Federal Reserve Bank of New York, Montagu Norman de la Banque d'Angleterre, Émile Moreau de la Banque de France, et Hjalmar Schacht, de la Reichsbank. L'ouvrage s'intéresse aussi au rôle opposé de l'économiste John Maynard Keynes,,.